# Witches' Well
De Witches' Well is een monument ter nagedachtenis van de van hekserij beschuldigden vrouwen in Schotland. De drinkfontein bevindt zich op de binnenplaats van het Edinburgh Castle in Edinburgh. Het markeert de plek waar - vaak zonder proces veroordeelde - heksen op de brandstapel eindigden.
Historische gegevens suggereren dat tussen de 15e en 18e eeuw duizenden vrouwen in deze omgeving werden geëxecuteerd. Tijdens het hoogtepunt van de heksenjacht in de vroegmoderne tijd kwam 32% van de beschuldigde vrouwen uit het Lothian-gebied.

## Ontwerp
De fontein werd in 1894 gebouwd in opdracht van Patrick Geddes en werd ontworpen door zijn vriend John Duncan. Het bronzen reliëf toont een vingerhoedskruid en een slang die gekruld is rond de hoofden van Hygieia, de Griekse godin van de gezondheid en hygiëne, en haar vader Asklepios, de god van de geneeskunde en genezing. Andere delen van de fontein zijn voorzien van bomen, genezende handen en het boze oog. De watertuit bevindt zich onder de kop van de slang. Linksboven en rechtsonder staan de Romeinse cijfers voor de jaartallen 1479 en 1722, de periode waarin de meeste heksen in Schotland werden vervolgd.

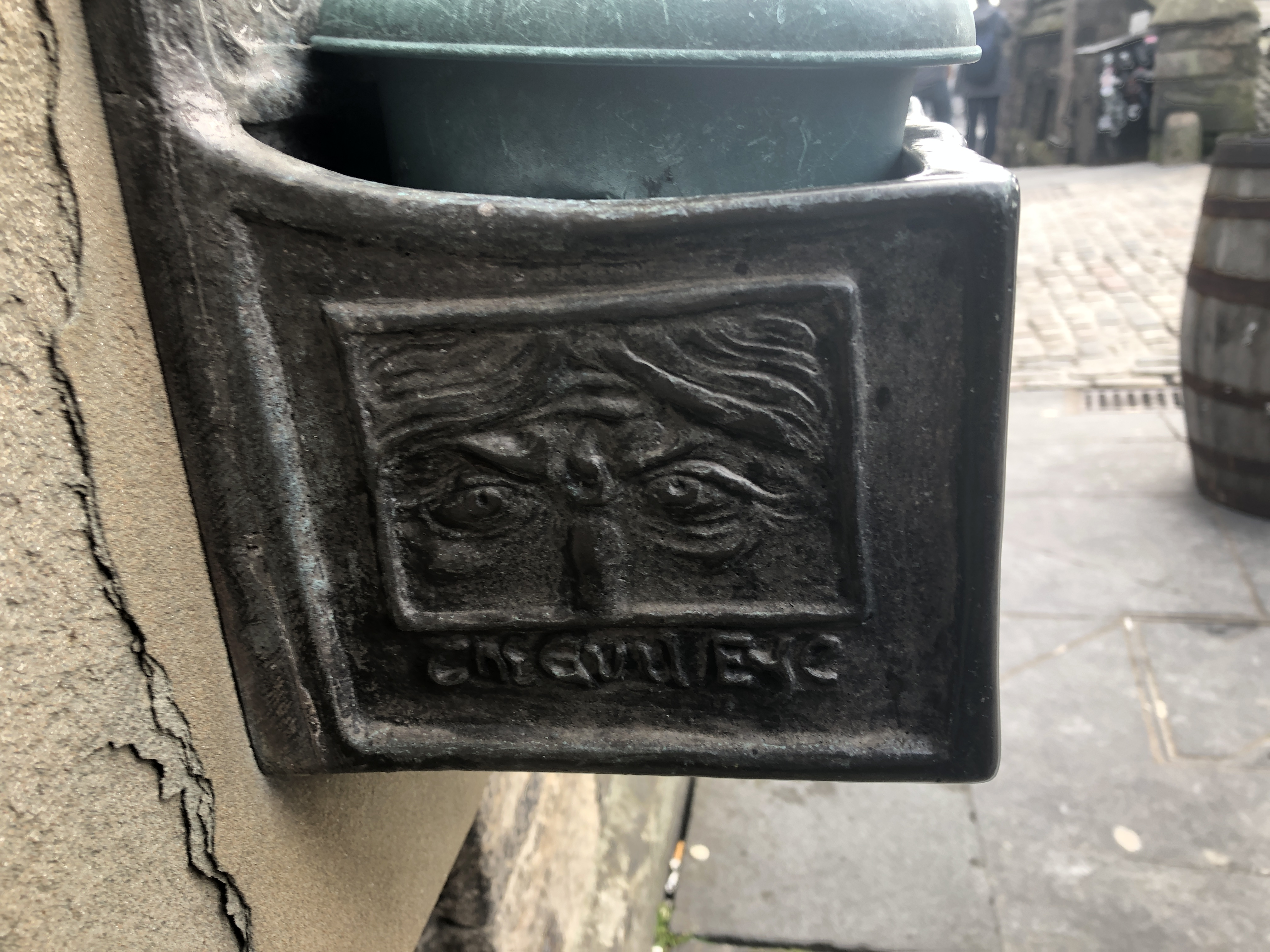
Het boze oog
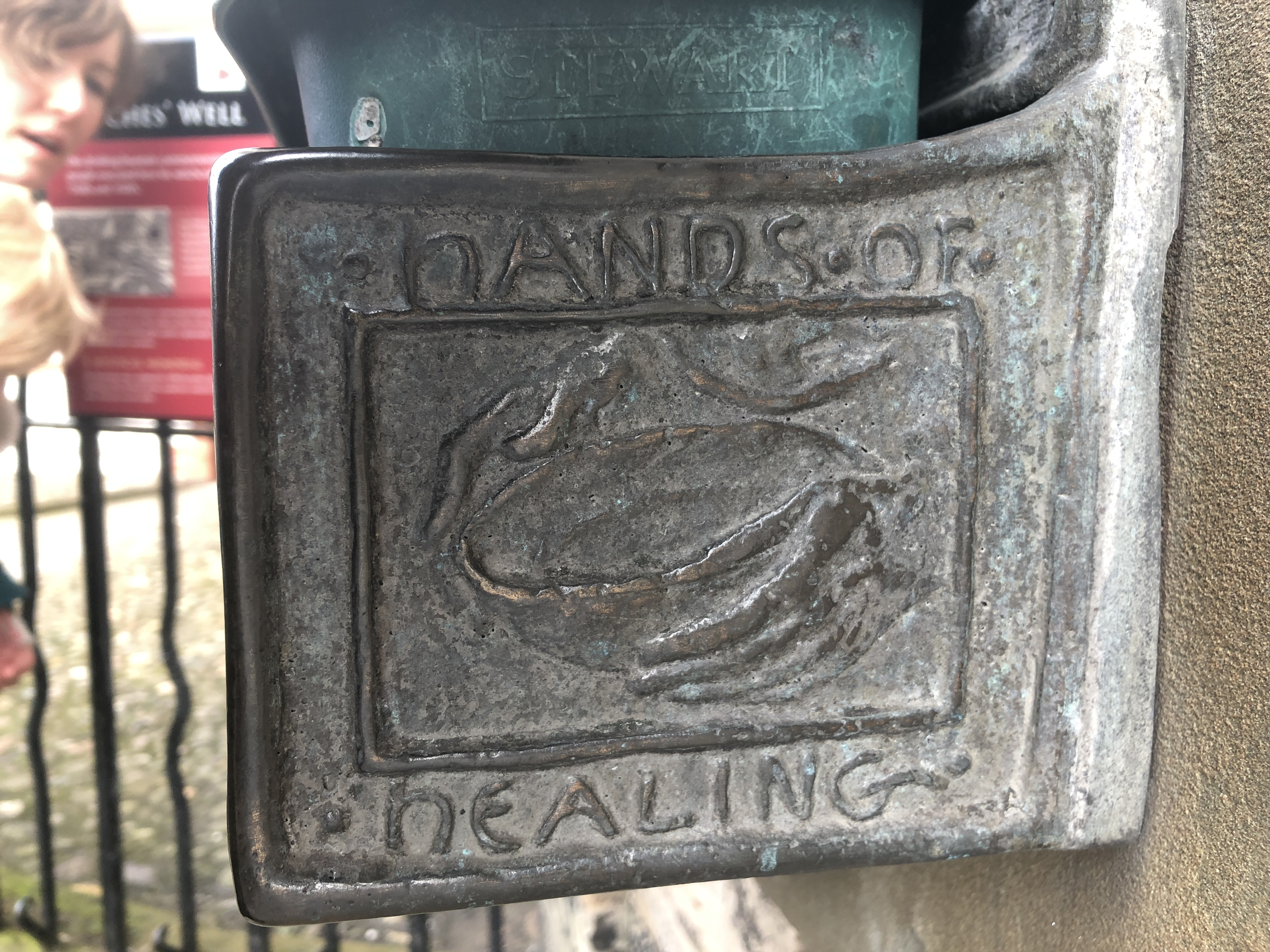
De genezende handen

Pas in 1912 werd de plaquette boven de fontein aan de muur bevestigd. De inscriptie luidt:
This fountain, designed by John Duncan, R.S.A. is near the site on which many witches were burned at the stake. The wicked head and serene head signify that some used their exceptional knowledge for evil purposes while others were misunderstood and wished their kind nothing but good. The serpent has the dual significance of evil and wisdom. The foxglove spray further emphasises the dual purpose of many common objects.
Dit kan vertaald worden als:
Deze fontein, ontworpen door John Duncan, ligt in de buurt van de plaats waar veel heksen op de brandstapel zijn verbrand. Het slechte hoofd en het serene hoofd geven aan dat sommigen hun uitzonderlijke kennis gebruikten voor kwade doeleinden, terwijl anderen verkeerd begrepen werden en hun soort niets dan goeds toewensten. De slang heeft de dubbele betekenis van kwaad en wijsheid. Het vingerhoedskruid benadrukt nog eens het dubbele doel van veel alledaagse voorwerpen.
De inscriptie is bekritiseerd vanwege de historische onnauwkeurigheid. Het zou veronderstellen dat de overledenen inderdaad magische krachten hadden. In 2016, 2017 en 2019 is er herhaaldelijk voorgesteld een nieuwer, permanent gedenkteken te plaatsen.
Het was oorspronkelijk gemaakt als een waterfontein, maar deze is niet langer als zodanig in gebruik.